# شهرستان شایانگ
شهرستان شایانگ (به لاتین: Shayang County) یک شهرستان‌های جمهوری خلق چین در چین است که در جینگمن واقع شده‌است.
 شهرستان شایانگ  ۵۸۱٬۴۴۳ نفر جمعیت دارد.